# Повстюк Андрій Олексійович
Андрі́й Олексі́йович Повстю́к (нар. 1 грудня 1983, м. Славута, Хмельницька область, Українська РСР — пом. 19 червня 2014, с. Закітне, Лиманський район, Донецька область, Україна) — український військовослужбовець, миротворець, розвідник, старший сержант Збройних сил України. Загинув у ході російсько-української війни.

## Життєпис
Закінчив славутську загальноосвітню школу № 1, працював у ПАТ «Славутський комбінат „Будфарфор“». 2002 року призваний на строкову службу до лав Збройних Сил України. З 2004-го — на контрактній службі, брав участь у миротворчій місії ООН у Іраку.
Старший сержант, заступник командира взводу — командир 1-го розвідувального відділення розвідувального взводу розвідувальної роти штабного батальйону 24-ї окремої механізованої Залізної бригади імені Данила Галицького Сухопутних військ Збройних Сил України, військова частина А0998, м. Яворів.
З травня 2014 року брав участь в антитерористичній операції на сході України.
19 червня 2014, в ході військової операції зі звільнення від терористів населених пунктів у Лиманському районі (на той час — Краснолиманський район), знищення блокпостів противника біля смт Ямпіль та взяття під контроль мосту через Сіверський Донець, бронегрупа розвідувальної роти потрапила у засідку на підході до села Закітне. Розвідники виявили на дорозі два КамАЗи та БРДМ-2 бойовиків. Було вирішено відконвоювати трофейну техніку ближче до основних сил батальйону, але у цей момент бойовики із засідки відкрили вогонь з кулеметів по бійцях, які сиділи на броні. Бій тривав 3 години, загинули командир 1-го механізованого батальйону підполковник Ігор Ляшенко, командир розвідроти капітан Степан Воробець, старший сержант Андрій Повстюк, старший солдат Юрій Прихід, солдати Віктор Сивак, Віктор Семчук і Микола Шайнога. Троє бійців дістали поранення, один з них — важко поранений.
Військові обшукали всю територію бою і тіло Андрія не знайшли, рідні до останнього сподівались, що він живий і потрапив у полон. Вже у серпні після звільнення території від бойовиків відшукали загиблого поблизу місця бою, упізнання проводилось за експертизою ДНК.
24 серпня похований на Новому міському кладовищі міста Славута. Без Андрія лишились батьки, двоє братів, дружина та 7-річна донька.

## Нагороди та звання
- 14 березня 2015 року — за особисту мужність і високий професіоналізм, виявлені у захисті державного суверенітету та територіальної цілісності України, відзначений — нагороджений орденом «За мужність» III ступеня (посмертно)[8].
- Нагороджений пам'ятним нагрудним знаком «Воїн-миротворець» (2005).
- 27 березня 2015 року рішенням Славутської міської ради № 1.3-51/2015 Андрію Повстюку присвоєне звання «Почесний громадянин міста Славута» (посмертно)[9].

## Вшанування пам'яті
- 15 квітня 2015 року у м. Славута на території ЗОШ І-ІІІ ступенів № 1 встановлено меморіальну дошку випускнику школи Андрію Повстюку[10].
- У червні 2015 року на місці бою, біля с. Закотного, на честь полеглих бойових побратимів військовики 24-ї бригади встановили обеліск[11].
- 19 червня 2017 року на Донеччині, з ініціативи місцевої громади, відкрито пам'ятник сімом воїнам 24-ї бригади, які загинули у бою за звільнення села Закітне[12].